# 川勝氏令
川勝 氏令（かわかつ うじよし）は、江戸時代前期から中期の旗本。継氏系重氏流川勝家の4代当主。

## 生涯
貞享元年（1684年）、川勝益氏の嫡男として江戸に生まれた。宝永2年（1705年）7月晦日、父益氏の隠居により、その家督（丹波・武蔵内700石）を継ぎ、同年11月28日に初めて将軍徳川綱吉に拝謁した。
宝永3年（1706年）7月21日、小姓組に列した。宝永5年（1708年）3月9日より進物役を務め、同年6月16日桐間番にかわり、同年10月29日に小姓に進んだ。宝永6年（1709年）綱吉薨去のため、同年2月21日に小姓組に戻り、同年4月11日より進物役を務めた。享保9年（1724年）8月5日、徒頭に進み、同年12月18日に布衣を着る事を許された。享保11年（1726年）3月、将軍徳川吉宗が小金原に遊猟した際は他の旗本らと共に付き従い、享保13年（1728年）4月の日光社参にも供奉した。寛保元年（1741年）10月朔日、先手鉄砲頭に任じられた。
宝暦5年（1755年）7月25日、72歳で没した。家督は嫡男の氏方が継いだ。